# Dansk Ungdoms Fællesråd
Dansk Ungdoms Fællesråd (DUF) er en paraply- og interesseorganisation for 78 samfundsengagerende børne- og ungdomsorganisationer. 
Spejdere, studenterorganisationer, religiøse foreninger, miljøorganisationer, udviklingsorganisationer og de politiske ungdomsorganisationer er blandt medlemmerne. DUF's medlemsorganisationer har tilsammen ca. 5.000 lokalforeninger med i alt 600.000 medlemmer.
DUF blev stiftet under navnet Dansk Ungdoms Samvirke i 1940 af Hal Koch. Organisationen skiftede til det nuværende navn i 1945. Fællesrådets nuværende forkvinde er Christine Ravn Lund. Christine Ravn Lund har i mange år været en aktiv del af FDF, siddet i DUF's styrelse siden 2017 og været næstformand i perioden 2019-2021.

## Formål
I DUFs formålsparagraf står det skrevet, at:
"DUFs formål er at være fællesrepræsentation for dansk landsomfattende demokratisk børne- og ungdomsarbejde og herunder repræsentere de tilsluttende organisationer i forhandlinger med offentlige myndigheder, institutioner og andre organisationer i ind- og udland.
DUF skal gennem sin virksomhed medvirke til at løse ungdommens problemer samt fremme sammenholdet og den indbyrdes forståelse blandt unge og deres organisationer. DUF skal arbejde for at øge unges forståelse for og deltagelse i de demokratiske beslutningsprocesser, stimulere til samfundsengagement samt bidrage til ligestilling mellem individer og grupper i samfundet.
DUF skal ligeledes engagere sig i internationale opgaver, der kan medvirke til at fremme global lighed, fred og afspænding, mellemfolkelig forståelse og samarbejdet mellem unge på tværs af grænserne."

## Historie
DUF blev stiftet den 25. juni 1940, da en lang række enkeltpersoner og ungdomsorganisationer i reaktion mod datidens nazistiske og fascistiske tendenser gik sammen om at danne Dansk Ungdomssamvirke (DU). Målet var at "oplyse, engagere og oplære unge til demokrati", hvorfor man heller ikke anså sig selv som en del modstandsbevægelsen. Teologen Hal Koch blev anmodet om at være Ungdomssamvirkets første formand, hvilket han trods indledende skepsis accepterede på betingelse af, at Ungdomssamvirkets fundament blev at politisere ungdommen. Nedenunder ses en tabel med relevante nedslagspunkter i DUF's historie.
| Årstal    | Begivenhed |
| --------- | --- |
| 1946      | Efter 2. Verdenskrig revurderer man samarbejdet i DU. I 1946 skifter organisationen derfor navn til Ungdomsorganisationernes Fællesråd, hvorved man signalerer at rådet skal være fællesrepræsentant for den samlede organiserede ungdom. Samme år etablerer Hal Koch Krogerup Højskole, der gennem årene har lagt hus til mange DUF-arrangementer. |
| 1951      | Fællesrådet skifter endnu en gang navn, denne gang til det nuværende Dansk Ungdoms Fællesråd (DUF). |
| 1957      | Valgretsalderen nedsættes til 21 år efter stærkt pres fra bl.a. DUF under parolen "pligter og rettigheder følges ad". |
| 1960'erne | DUF oplever problemer med økonomien og må som konsekvens indskrænke dets virke. Man beslutter at ansøge om et øget statstilskud på 50 procent, som godkendes. Midlerne bruges på at lancere en kampagne for 18-års valgret, etablere en omfattende kursusvirksomhed, og at udgive DUFs første foreningshåndbog. Op gennem 1950'erne har det internationale virke i stigende grad fyldt i DUF. I midten af 60'erne kommer det bl.a. til udtryk i et stort antiapartheidarbejde, hvor DUF sælger 20.000 solidaritetsbreve, som efterfølgende sendes til adresser i Sydafrika. |
| 1963      | I 1963 er DUF med til at etablere Council of European National Youth Committees (CENYC), der i 1996 bliver til European Youth Forum. |
| 1976      | Tipsloven indføres. Loven øremærker dele af overskuddet (også kendt som tipsmidler) fra det nuværende Danske Spil til idébestemte børne- og ungdomsorganisationer. Indførelsen fører for mange organisationers vedkommende til en fire-femdobling i statsligt tilskud, mens det for andre er første gang, at de overhovedet modtager støtte. |
| 1979      | Efter mere end 10 års kampagne bliver valgretsalderen sænket til 18 år. |
| 1990      | DUF fejrer sit 50-års jubilæum ved at udnævne 1990 til festår under parolen "90'erne - Tid til handling. Fremtiden kommer af sig selv, fremskridtet må du selv skab". |
| 1991      | En række ungdomspolitiske organisationer bliver taget i at fuske med medlemstallene for at opnå højere tipsstøtte. Sagen bliver kendt som Tipsmiddelsagen i den bredere offentlighed, og leder bl.a. til skærpelse af reglerne for modtagere af tipsmidler og en øget kontrol med DUFs medlemsorganisationer. Som direkte konsekvens af sagen bliver Radikal Ungdom (RU) nedlagt og genopstår efterfølgende som Radikal Ungdom af 1994. |
| 1995      | DUF indgår sin første Miniprogramaftale med Danida, og det første Mellemøstprojekt i DUF-regi gennemføres. Miniprogramaftalen støtter DUF-medlemsorganisationer, der ønsker at engagere sig i internationalt udviklingsarbejde. |
| 2000      | DUF er initiativtager og medstifter af Center for ungdomsforskning (CeFU). |
| 2001      | DUFs Delegeretmøde beslutter at arbejde for 16-års valgret. |
| 2006      | DUF indstifter Ungdomskommuneprisen, som hvert år uddeles til den kommune, der har gjort "den største indsats for at forbedre unges vilkår". |
| 2010      | I samarbejde med Integrationsministeriet etablerer DUF Ny-Dansk Ungdomsråd. |
| 2011      | Valgretskommissionen, der blev nedsat af DUF med det formål at undersøge, hvordan det danske demokrati kunne styrkes, leverer sine 28 anbefalinger til Statsminister Helle Thorning-Schmidt. |
| 2015      | DUF er med til at arrangere Skolevalg 2015. |
| 2017      | DUF er med til at arrangere Skolevalg 2017. Under Kommunalvalget 2017 indgår DUF et samarbejde med Helsingør Kommune, og gennem forskellige tiltag forsøges der at øge interessen for kommunalpolitik blandt unge i kommunen. DUF søsætter projektet Demokratiets Dag, der skal få flere erhvervsskoleelever til at stemme. Det første år besøger DUF 76 uddannelsesinstitutioner i hele landet. |
| 2018      | DUF lancerer demokratikommissionen med Lisbeth Knudsen i spidsen, som får til opgave at undersøge tilstand af det danske demokrati. De lancerer deres resultater i starten af 2020. |
| 2019      | DUF er med til at arrangere Skolevalg 2019. |
| 2020      | D. 25. juni 2020 kunne Dansk Ungdoms Fællesråd også fejre 80-års fødselsdag. |

## Medlemsorganisationer
Nedenfor ses en oversigt over DUF’s medlemsorganisationer opstillet i alfabetisk orden.
| - 4H - AFS Interkultur - Alternativets Ungdom - Apostolsk Kirkes Børne- og Ungdomsbevægelse - Baptisternes Børne- og Ungdomsforbund - Bifrost - Landsforeningen for kreativ udvikling af børn og unge - Børne- og UngdomsOase - CVIS Danmark (Children's International Summer Villages) - Coding Pirates - Danmarks Folkekirkelige Søndagsskoler - Danmarks Kristelige Gymnasiastbevægelse - Danmarks Socialdemokratiske Ungdom - Danmarks Unge Katolikker - Dansk Amatør Teater & Scenekunst (DATS) - Dansk Blindesamfunds Ungdom - Dansk Flygtningehjælp Ungdom - Dansk Folkepartis Ungdom - Dansk Handicap Forbund - Ungdomskredsen - Dansk ICYE - Dansk Skoleskak - Danske Baptisters Spejderkorps - Danske Børne- og Ungdomsfilmklubber - Danske Gymnasieelevers Sammenslutning - Danske Skoleelever - Danske Studerendes Fællesråd | - De grønne pigespejdere - De Gule Spejdere i Danmark - Det Danske Spejderkorps - DUI-LEG og VIRKE - Dyrenes Alliance - Erhvervsskolernes Elevorganisation - Europæisk Ungdom - Evangelisk Frikirkes Børn og Unge - Fagbevægelsens Ungdom - Foreningen for Unge Nydanskere - Frelsens Hærs Børne- og Ungdomsarbejde - Frivilligt Drenge- og Pige-Forbund, FDF - Israelsmissionens Unge - KFUM og KFUK i Danmark - KFUM-Spejderne i Danmark - Konservativ Ungdoms Landsorganisation - Konservative Studerende - Kristeligt Forbund for Studerende - LandboUngdom - Landsforeningen for Kristne Ungdomsforeninger - Landsforeningen for Natur & Ungdom - Landsgardeforeningen - Landssammenslutningen af Handelsskoleelever - Liberal Alliances Ungdom - Luthersk Missions Ungdom - Metodistkirkens Børne- og Ungdomsforbund i Danmark - Modstrøm | - Musik & Ungdom - Natur og Ungdom - Netværket af Ungdomsråd - Operation Dagsværk - Organisation for professionshøjskolestuderende - Radikal Ungdom - Red Barnet Ungdom - Rød-Grøn Ungdom - SABUS - Sammenslutningen af Unge Med Handicap - Semerkand Ungdom - SILBA - SIND Ungdom - Socialistisk Folkepartis Ungdom - Socialistisk UngdomsFront - Sydslesvigs danske Ungdomsforeninger - The International Medical Cooperation Commitee (IMCC) - Ung Mosaik - Ungdommens Naturvidenskabelige Forening - Ungdommens Røde Kors - Ungdomsringen - Unge for Ligeværd - Unge Moderater - Venstres Ungdom - Ventilen i Danmark - Youth For Christ - Danmark - Youth for Understanding - Danmark |

## Ny-Dansk Ungdomsråd
Ny-Dansk Ungdomsråd var et rådgivende organ fra 2010 til 2013.
Bag organet stod Dansk Ungdoms Fællesråd og Integrationsministeriet. Ny-Dansk ungdomsråd opnåede støtte fra Satspuljen, men støtten ophørte i 2013, hvorefter Ny-Dansk Ungdomsråd nedlagde sig selv.
Det var Dansk Folkeparti, der fik fjernet støtten, efter at rådet havde inviteret den kontroversielle Muhammed Tahir-ul-Qadri fra Pakistan til at tale ved en konference.
Han havde haft en rolle i indførelsen af Pakistans strenge blasfemilov.
Rådet bestod af 14 medlemmer og fem suppleanter.
Som formand for rådet blev i 2010 valgt den 21-årige studerende Samira Nawa Amini, mens 28-årige Ali Sufi blev valgt som næstformand. I 2012 valgtes nyt formandskab. Som formand valgtes 23-årige Natasha Al-Hariri fra Hellerup, mens 22-årige Hasan Sahin fra Vollsmose og 23-årige Christian Mathias Kriznjak fra Frederiksberg blev næstformænd.
Christina Krzyrosiak Hansen blev valgt til rådet i marts 2013, kort før nedlæggelsen i april 2013.

## Formænd og -kvinder, næstformænd og -kvinder samt generalsekretærer
Nedenfor ses en oversigt over DUF’s formænd og forkvinder, næstformænd og -kvinder samt generalsekretærer siden 1940.
| Formænd og -kvinder | Formænd og -kvinder                         | Formænd og -kvinder                       | Næstformænd og -kvinder | Næstformænd og -kvinder     | Næstformænd og -kvinder                   | Generalsekretærer | Generalsekretærer                |
| Årstal              | Navn                                        | Organisation                              | Årstal                  | Navn                        | Organisation                              | Årstal            | Navn                             |
| 1940-1945           | Poul Hjermind (formand for arbejdsudvalget) | Konservativ Ungdom                        | 1946                    | Jørgen Jessen               |                                           | 1943-1944         | Knud Gedde (forretnningsfører)   |
| 1940-1946           | Hal Koch (formand for repræsentantskabet)   | Danmarks Socialdemokratiske Ungdom        | 1946-1952               | Asger Due                   |                                           | 1944-1946         | Einar Nielsen (forretningsfører) |
| 1946-1953           | Knud Gedde                                  | Konservativ Ungdom                        | 1952-1955               | Kaj Lænkholm                |                                           | 1946-1952         | Jørgen Larsen                    |
| 1953-1959           | P. Givskov Christensen                      | Radikal Ungdom                            | 1955-1959               | Lizzie Moesgård             |                                           | 1952-1955         | Ib Juul                          |
| 1959-1962           | Christian Kelm-Hansen                       | Danmarks Socialdemokratiske Ungdom        | 1959-1961               | Jens Nørgård                |                                           | 1955-1959         | Christian Kelm-Hansen            |
| 1962-1964           | Knud Enggård                                | Venstres Ungdom                           | 1961-1964               | Alfred Dam                  |                                           | 1959-1961         | Verner Jensen                    |
| 1964-1967           | Svend Erik Bjerre                           | Landsforeningen af Højskoleelever         | 1964-1967               | Tue Rohsted                 |                                           | 1962-1964         | Jørgen Mejdahl                   |
| 1967-1969           | Tue Rohrsted                                | Konservativ Ungdom                        | 1967-1969               | Frede Buchardt              |                                           | 1964-1968         | Carl Nissen                      |
| 1969-1970           | Axel Sløk                                   | Radikal Ungdom                            | 1969-1969               | Jesper Ryhede               |                                           | 1968-1971         | Dorte Bennedsen                  |
| 1970-1972           | Ole Løvig Simonsen                          | UNGR (Landsforeningen Ungdomsringen)      | 1969-1970               | Ole Løvig Simonsen          |                                           | 1971-1972         | Poul Christensen                 |
| 1972-1974           | Knud Munksgård                              | FDF/FPF                                   | 1970-1972               | Jens Clausager              |                                           | 1972-1972         | Vivian Balslev                   |
| 1974-1976           | Flemming Albertsen                          | Venstres Ungdom                           | 1972-1973               | Jørn Christensen            |                                           | 1972-1979         | Jens Clausager                   |
| 1976-1978           | Torben Dalby Larsen                         | FDF/FPF                                   | 1973-1974               | Flemming Albertsen          |                                           | 1979 -1984        | Carsten Andersen                 |
| 1978-1980           | Frode Møller Nicolaisen                     | Danmarks Socialdemokratiske Ungdom        | 1974-1975               | Uffe Torm                   |                                           | 1984-1987         | Finn Larsen                      |
| 1980-1982           | Inge Marie Nielsen                          | KFUK-Spejderne                            | 1975-1976               | Torben Dalby Larsen         |                                           | 1988-1989         | Viggo Ernst Thomsen              |
| 1982-1984           | Lars Mortensen                              | KFUM-Spejderne i Danmark                  | 1976-1978               | Frode Møller Nicolaisen     |                                           | 1989-1993         | Anders Ladekarl                  |
| 1984-1985           | Troels Beck                                 | DDGU                                      | 1978-1980               | Inge Marie Nielsen          |                                           | 1994-1996         | Bjarke Steen Johansen            |
| 1985-1987           | Jens Skipper Rasmussen                      | Venstres Ungdom                           | 1980-1982               | Niels Tofte                 | UNGR                                      | 1996-2000         | Hans Stavnsager                  |
| 1988-1989           | Lotte Henriksen                             | Landsforeningen Ungdomsringen             | 1982-1984               | Flemming Oppfeldt           | Venstres Ungdom                           | 2001-2003         | Niels Lund                       |
| 1989-1991           | Merete Emcken                               | KFUK Spejderne                            | 1984-1987               | Lotte Henriksen             | UNGR                                      | 2003-2005         | Stig Fog                         |
| 1991-1992           | Hanne Marie Knudsen                         | De Danske Gymnastik- og ungdomsforeninger | 1987-1989               | Allan Ibsen                 | Danske Baptisters Ungdomsforbund          | 2005-2007         | Rasmus Hylleberg                 |
| 1993                | Erik Mollerup                               | KFUM Spejderne                            | 1989-1991               | Jens Christiansen           | Danmarks Socialdemokratiske Ungdom        | 2007-2008         | Anders Christensen               |
| 1993-1995           | Johnny Tang                                 | LH                                        | 1991                    | Karsten Bernstein           | De Danske Gymnastik- og ungdomsforeninger | 2008-2009         | Kim Mørch Jacobsen               |
| 1995-1997           | Kristian Sloth Petersen                     | KFU                                       | 1991-1992               | Erik L. Mollerup            | KFUM-Spejderne i Danmark                  | 2009-2014         | Kåre Månsson                     |
| 1997-1999           | Katrine Hermansen                           | KFUM-Spejderne i Danmark                  | 1992-1993               | Hans Kargaard Thomsen       | Venstres Ungdom                           | 2014-2016         | Henriette Laursen                |
| 1999-2003           | Rasmus Hylleberg                            | Radikal Ungdom                            | 1993-1997               | Elisabet Løvland Macko      | DUK                                       | 2017-2020         | Morten E. G. Jørgensen           |
| 2003-2007           | Jeppe Bruus Christensen                     | Danmarks Socialdemokratiske Ungdom        | 1997-1999               | Flemming Østergaard Hansen  | Danmarks Socialdemokratiske Ungdom        | 2020-             | Louise Juul Jensen               |
| 2007-2011           | Martin Justesen                             | Danmarks Socialdemokratiske Ungdom        | 1999                    | Claus Jørgensen             | LO-U                                      |                   |                                  |
| 2011-2011           | Rune Siglev                                 | KFUM-Spejderne i Danmark                  | 1999-2000               | Mette Frederiksen           | Danmarks Socialdemokratiske Ungdom        |                   |                                  |
| 2012-2015           | Signe Bo                                    | KFUM og KFUK                              | 2000-2001               | Anders Langballe            | Venstres Ungdom                           |                   |                                  |
| 2015-2019           | Kasper Sand Kjær                            | Danmarks Socialdemokratiske Ungdom        | 2007-2011               | Rune Siglev                 | KFUM-Spejderne i Danmark                  |                   |                                  |
| 2019-2021           | Chris Holst Preuss                          | Venstres Ungdom                           | 2013-2013               | Zelle Huma Sheikh           |                                           |                   |                                  |
| 2021-               | Christine Ravn Lund                         | FDF                                       | 2015-2017               | Andreas Højmark Søndergaard | Baptisternes Børne- og Ungdomsforbund     |                   |                                  |
|                     |                                             |                                           | 2017-2019               | Jens Nicolai Malskjær       | Det Danske Spejderkorps                   |                   |                                  |
|                     |                                             |                                           | 2019-2021               | Christine Ravn Lund         | FDF                                       |                   |                                  |
|                     |                                             |                                           | 2021-2023               | Frederik Enevoldsen         | Fagbevægelsens Ungdom                     |                   |                                  |
|                     |                                             |                                           | 2023-2024               | Lasse Haugaard Pedersen     | Danmarks Socialdemokratiske Ungdom        |                   |                                  |